# Center for Public Integrity
Het Amerikaanse Center for Public Integrity (Centrum voor Publieke Integriteit) is een van belasting vrijgestelde nonpartisan organisatie zonder winstoogmerk opgericht door Charles Lewis, die een succesvolle elfjarige carrière bij Amerikaanse televisienetwerken achter de rug heeft.
De organisatie heeft onder andere berekend dat het Pentagon sinds 1994 3601 contracten heeft afgesloten met twaalf Amerikaanse bedrijven voor een totaal bedrag van zo'n 300 miljard dollar.
De organisatie werd wereldwijd bekend via het in 1997 opgerichte International Consortium of Investigative Journalists (ICIJ), dat onder meer aan de basis lag van rapporten van klokkenluiders over LuxLeaks, SwissLeaks, de Panama Papers en de Paradise Papers. Het ICIJ is echter sedert 2017 een zelfstandige organisatie.